# Вулиця Шевченка (Конотоп)
Вулиця Шевче́нка — вулиця в історичній частині міста Конотоп Сумської області. Названа на честь українського поета та художника Тараса Григоровича Шевченка.
З'єднує сучасну центральну частину та історичний район міста. Пролягає від вулиці Дружби, поблизу історичної частини міста (район «Воронцове») на південь. Перетинається з вулицями: Володимира Шухова, Вирівською, Батуринською, 1-й пров. Шевченка, Олександрівською, Соборною, 3-й пров. Соборної, Красногірською та Успенсько-Троїцькою. Закінчується на перетині з проспектом Миру та вулицею Лазаревського в центральній частині міста.

## Історія
Згідно з планами міста Конотоп від 1784 та 1802 року, найстаріша, південна ділянка вулиці Шевченка (від вул. Красногірської до просп. Миру) існувала ще в XVIII столітті. Вона простягалася від Соснівського тракту (сучасний проспект Миру) на північ до долини та була своєрідним продовженням Вовкогонівської вулиці (сучасна вул. Жарікова).
10 квітня 1803 року російським імператором Олександром І, був «височайше конфірмований» проєкт перепланування Конотопа, розроблений Чернігівською губернською креслярнею. Він відрізнявся від серії аналогічних планів, опрацьованих 1786 року, меншою радикальністю й більшою зваженістю. Ішлося тільки про регулювання вуличної мережі й приведення її до певного ладу. Проєкт був частково реалізований упродовж першої третини XIX століття, після чого, паралельно до старішої Завальної вулиці (сучасна вул. Волочаївська) з'явилася північна частина майбутньої вулиці Шевченка.

## Назва
Протягом XIX — початку XX століття мала назву Жу́ковська вулиця (рос. Жуковская улица).
У 1920-ті роки отримала назву вулиця Шевченка, на честь українського поета та художника Тараса Григоровича Шевченка, адже перші історичні згадки даної назви датуються 28 червня 1929 року. Після чого більше не перейменовувалась.

## Інфраструктура та об'єкти
- буд. № 4 — ветеринарна лікарня;
- буд. № 19А — автошкола «Конотопський спортивно-технічний клуб „Товариства сприяння обороні України“»;
- буд. № 84 — ресторан мережі «New York Street Pizza»;
- буд. № 86 — кафе «Луна»; кафе «Колокольчик»;
- буд. № 73 — магазин «Світ канцелярії»; відділення ПриватБанку; фаст-фуд мережі «Колобок»; ломбард «УМКВ і Компанія»;

## Галерея

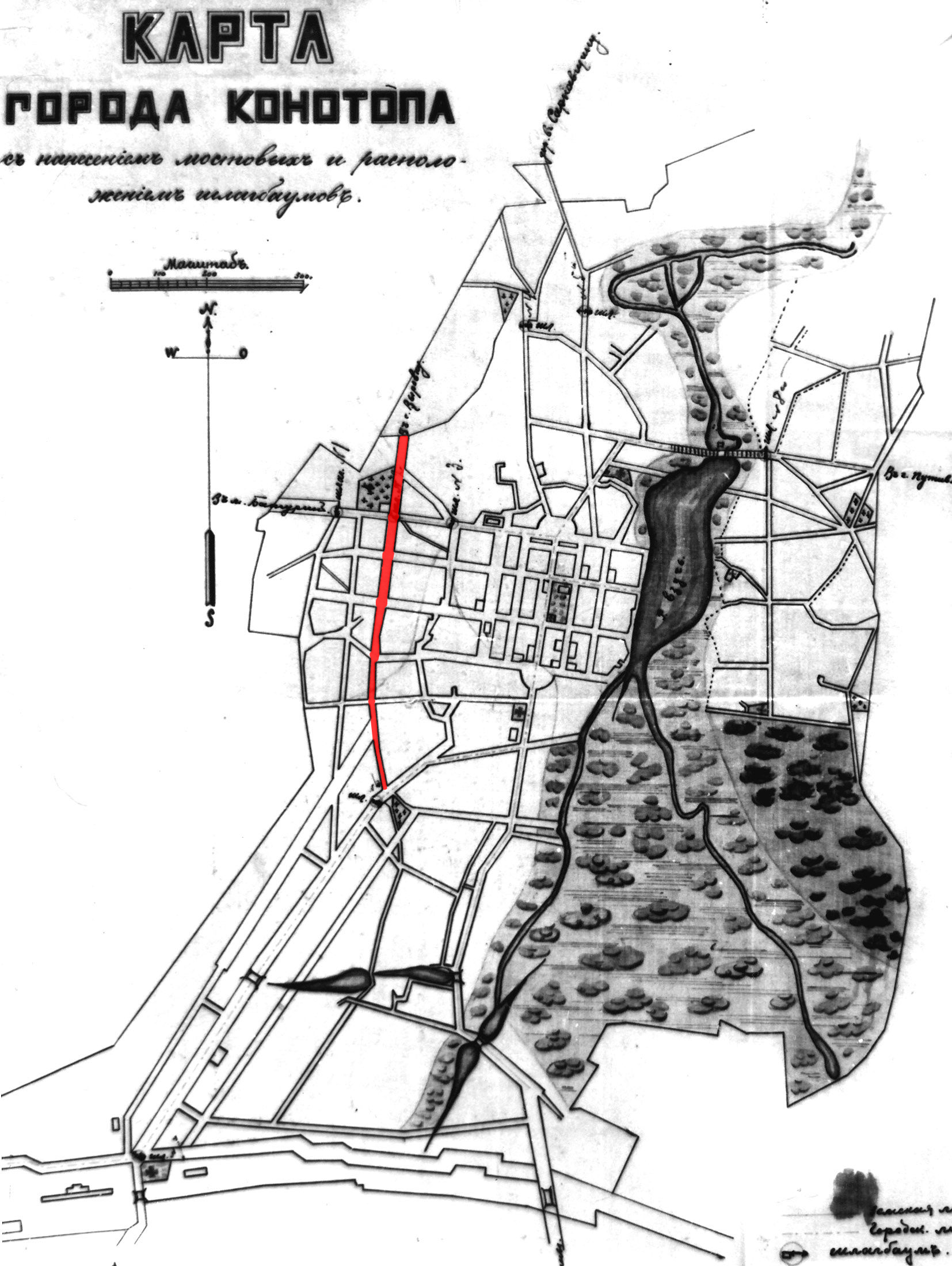
Плану міста Конотоп від 1903 року з нанесеним на нього червоним кольором вул. Шевченка (Жуковської)